# Old School Privy
La Old School Privy è un bagno esterno storico situato nel villaggio di Genoa, Ohio, Stati Uniti. Costruito nel 1870, ha la singolare distinzione di essere sia un bagno pubblico che un sito storico ufficiale.

## Storia
Nel 1870 venne costruito l'edificio scolastico che disponeva di una sola aula. La comunità locale ritenne di dotare l'edificio di un gabinetto esterno. All'epoca della costruzione i bagni pubblici erano comuni vicino agli incroci delle strade nell'Ohio e in altri stati del Territorio del nord-ovest, ma non avevano strutture architettoniche così elaborate come la Old School Privy. Negli anni successivi, l'edificio fu convertito per l'uso come inceneritore.
Nel 1975 la Old School Privy fu iscritta al registro nazionale dei luoghi storici. Fu il settimo luogo storico nella contea di Ottawa a ricevere questa distinzione. È uno dei pochissimi bagni pubblici ad essere stato nominato individualmente nel registro dei luoghi storici (un altro esempio in tal senso è la Bear Lake Comfort Station).

## Descrizione
Costruita in mattoni, presenta elementi in pietra calcarea. È un edificio rettangolare con un tetto a due falde e un camino ad ogni estremità; due porte si aprono nella parte anteriore, mentre due finestre piene e una piccola luce semicircolare sono poste ai lati. Piuttosto che essere concepito semplicemente considerando la sua funzione e senza utilizzare elementi non necessari, l'edificio presenta uno stile architettonico neoromanico, con finiture in pietra bugnata e pietra decorativa negli archi che sovrastano gli ingressi. La lavorazione della pietra viene utilizzata in molti dei componenti che avrebbero dovuto subire un uso intenso, inclusi i gradini, i davanzali e le soglie.